# Tahiti Division Fédérale
De Tahiti Division 1 is sinds het seizoen 2008/09 de naam van de hoogste voetbalafdeling in Frans-Polynesië die door de Fédération Tahitienne de Football (FTF) wordt georganiseerd.
Vanaf 1948 werd er om het Frans-Polynesische kampioenschap gevoetbald. In 1971 ging de huidige competitie, onder de naam Division d'Honneur, van start waarin tien teams deelnemen. In het seizoen 2004/05 werd de competitie een jaar als Championnat Fédéral gespeeld en van 2005/06-2007/08 was Division Fédérale de naam van de competitie.
In het seizoen 2008/09 nam het nationale elftal onder de twintig jaar deel aan de competitie, dit in voorbereiding op het OFC U-20 kampioenschap dat van 13 tot 17 december op Tahiti plaatsvond. Het U-20 elftal wist dit toernooi ook te winnen. Oorspronkelijk zouden ze ook aan de competitie van 2009/10 deelnemen, uiteindelijk ging dit niet door en werd de competitie dat seizoen met negen clubs gespeeld. In 2012 nam het U-20 team wel deel en in 2015 en 2017 nam het U-17 team deel aan de competitie.

## Teams
Deelnemende teams in het seizoen 2018/19 waren:

## Kampioenen

### Prestaties per club
| Aantal | Club                | Plaats  | Kampioen in: |
| ------ | ------------------- | ------- | --- |
| 021    | AS Central Sport    | Papeete | 1955, 1958, 1962, 1963, 1964, 1965, 1966, 1967, 1972, 1973, 1974, 1975, 1976, 1977, 1978, 1979, 1981, 1982, 1983, 1985, 2018 |
| 0011   | AS Vénus            | Mahina  | 1953, 1956, 1990, 1992, 1995, 1997, 1998, 1999, 2000, 2002, 2019                                                             |
| 008    | AS Pirae            | Pirae   | 1989, 1991, 1993, 1994, 2001, 2003, 2006, 2014                                                                               |
| 007    | AS Fei Pi           | Papeete | 1948, 1949, 1950, 1951, 1968, 1970, 1971                                                                                     |
| 006    | AS Excelsior        | Papeete | 1952, 1959, 1960, 1961, 1986, 1988                                                                                           |
| 005    | AS Manu-Ura         | Paea    | 1996, 2004, 2007, 2008, 2009                                                                                                 |
| 005    | AS Tefana           | Faaʻa   | 2005, 2010, 2011, 2015, 2016                                                                                                 |
| 003    | AS Jeunes Tahitiens | Papeete | 1954, 1957, 1987 |
| 003    | AS Dragon           | Papeete | 2012, 2013, 2017 |
| 001    | AS Punaruu          | Papeete | 1969 |
| 001    | JS Arue             | Arue    | 1980 |
| 001    | AS PTT              | Papeete | 1984 |